# نقابة رجال الشرطة اليديشية
نقابة رجال الشرطة اليديشية هي رواية للكاتب الأمريكي مايكل تشابون نشرت لأول مرة في 1 مايو 2007.